# Taro Kagawa
Taro Kagawa (賀川 太郎 Kagawa Tarō?,  9 de agosto de 1922 en Kōbe, Hyōgo, Imperio del Japón - 6 de marzo de 1990 en Japón) fue un futbolista japonés que se desempeñaba como delantero.
Kagawa jugó 5 veces para la selección de fútbol de Japón entre 1951 y 1954. Fue elegido para integrar la selección nacional de Japón para los Juegos Asiáticos de 1951 y 1954.

## Trayectoria

### Clubes
| Club                  | País  | Año         |
| --------------------- | ----- | ----------- |
| Tanabe Pharmaceutical | Japón | 1948 - ???? |
| Osaka SC              | Japón | ????        |

### Selección nacional
| Selección | País  | Año         |
| --------- | ----- | ----------- |
| Absoluta  | Japón | 1951 - 1954 |

## Estadística de equipo nacional
| Selección de Japón | Selección de Japón | Selección de Japón |
| Año                | Part.              | Goles              |
| ------------------ | ------------------ | ------------------ |
| 1951               | 2                  | 0                  |
| 1952               | 0                  | 0                  |
| 1953               | 0                  | 0                  |
| 1954               | 3                  | 0                  |
| Total              | 5                  | 0                  |

## Palmarés

### Distinciones individuales
| Distinción                                      | Año  |
| ----------------------------------------------- | ---- |
| Inducido al Salón de la Fama del fútbol japonés | 2006 |